# Mustafa Agha

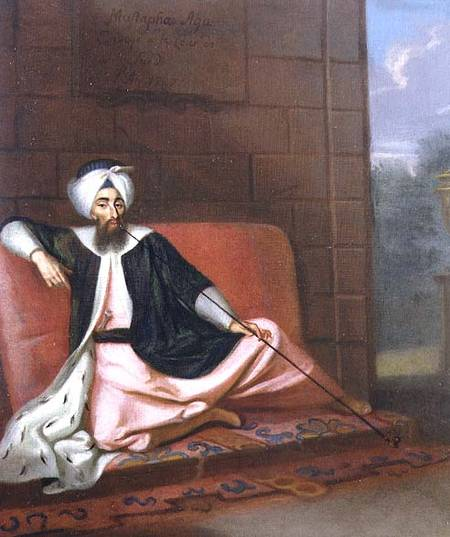
Porträt von Mustafa Agha, Abgesandter am schwedischen Hof, 1727. Georg Engelhardt Schröder (1684–1750).

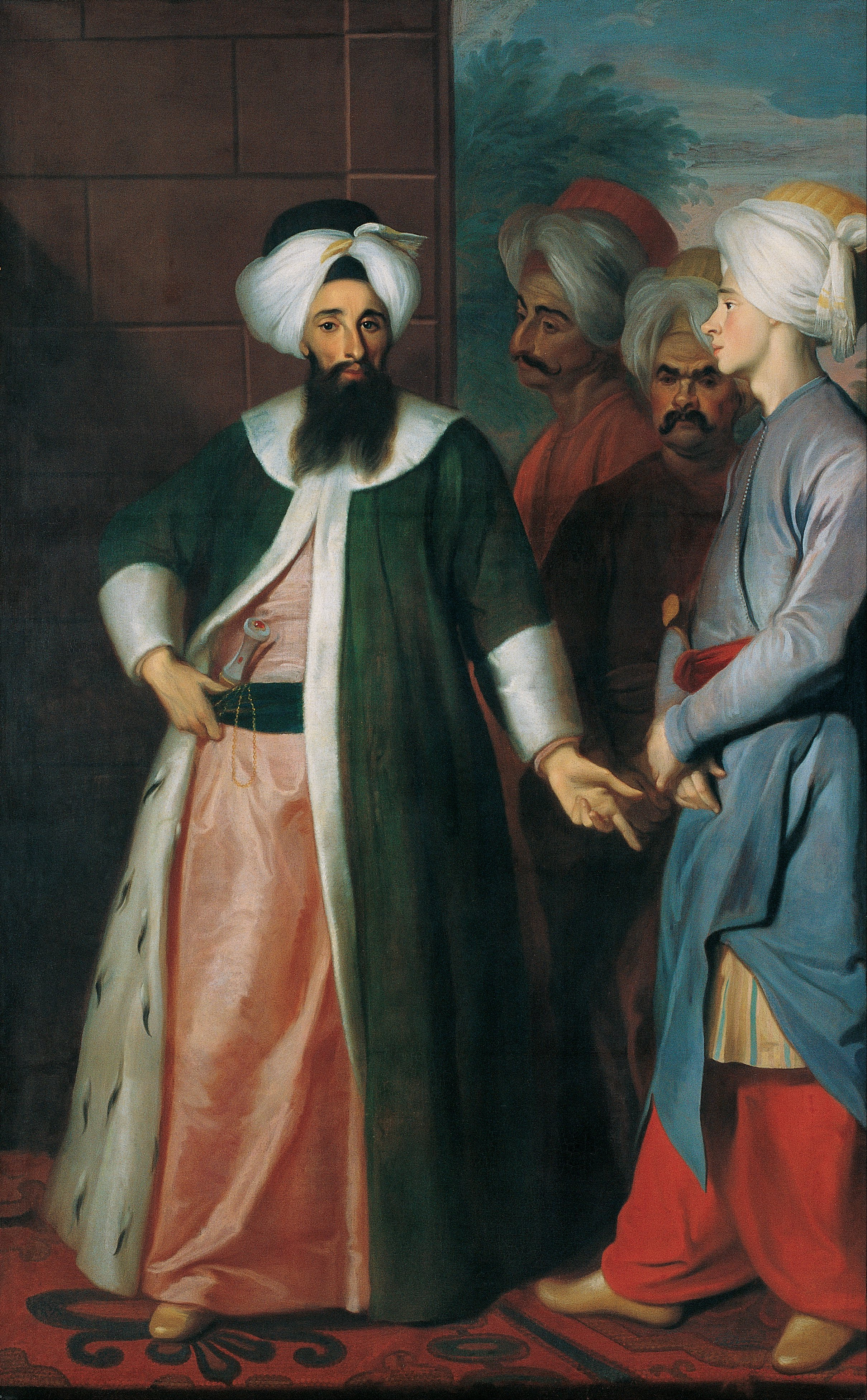
Kozbektschi Mustafa Agha und sein Gefolge

Kozbektschi Mustafa Agha, bekannt als Mustafa Agha in Schweden, war ein osmanischer Botschafter am schwedischen Hof im Jahr 1727. Eine seiner Aufgaben war die Rückzahlung einer königlichen Schuld, die Karl XII gemacht hatte. Er wurde gemalt von Georg Engelhardt Schröder (1684–1750).
Er wurde von Yirmisekizzade Mehmed Said Efendi als Botschafter abgelöst.